# Керівник з цифрової трансформації
Керівник з цифрової трансформації (англ. Chief Digital Transformation Officer, CDTO) — одна з вищих адміністративних посад у компанії, організації або агентстві, що відповідає за цифрову стратегію. Забезпечує управління проєктами цифровізації та координацію з проєктами інших організацій екосистеми, державними цифровими платформами тощо. Головною роллю CDTO є стимулювання росту і стратегічного оновлення організації шляхом перебудови «аналогових» процесів в «цифрові».

## CDTO в Україні
6 лютого 2020 року прем'єр-міністр України Олексій Гончарук оголосив, що незабаром в Україні в усіх органах державної влади введуть нову посаду, відповідальну за діджиталізацію — CDTO.
В пілотному режимі такі посади були запроваджені у Херсонській обласній державній адміністрації (заступник голови адміністрації Андрій Богданович), Харківській міській раді (заступник міського голови Олег Дробот) та в Міністерстві інфраструктури України (генеральний директор Директорату цифрової інфраструктури на транспорті Фарід Сафаров).
3 березня 2020 року Кабінет Міністрів України прийняв постанову № 194, якою було офіційно введено посаду заступника керівника відповідного органу з питань цифрового розвитку, цифрових трансформацій і цифровізації (CDTO).